# Arthur Hubbard
Arthur George Hubbard (8 tháng 4 năm 1911 - 1972) là một cầu thủ bóng đá người Anh thi đấu ở Football League cho Birmingham và Luton Town. Ông thi đấu ở vị trí hậu vệ trái.

## Tiểu sử
Hubbard sinh ra ở quận Erdington của Birmingham và học tại trường Chester Road. Birmingham kí hợp đồng với ông vào tháng 8 năm 1932, ban đầu với điều khoản nghiệp dư: ông thi đấu chuyên nghiệp 6 tháng sau đó. Ông có màn ra mắt ở First Division trong ngày mở màn mùa giải 1934-35, thay cho cầu thủ bị chấn thương Ned Barkas trong trận đấu trên sân nà trước kình địch địa phương Aston Villa và Birmingham giành chiến thắng 2-1. Ông thi đấu thêm 4 trận nữa trước khi mất vị trí vào tay Tom Fillingham, và, Barkas trở lại, ông không còn suất thi đấu. Cuối mùa giải Hubbard, được mô tả là một hậu vệ biên tốt, gia nhập Luton Town ở Third Division South, chỉ thi đấu 4 trận giải quốc nội, và năm 1939 chuyển sang bóng đá non-league with Dunstable Town.
Ông được một lần bình chọn trong đội hình FA Amateur XI.